# Tycherus fuscicornis
Tycherus fuscicornis là một loài tò vò trong họ Ichneumonidae.